# Rossija (samochód pancerny)
Zasugerowano, aby zintegrować ten artykuł z artykułem Iżorski-Fiat (dyskusja). Nie opisano powodu propozycji integracji.
Samochód pancerny „Rossija”, ros. Бронеавтомобиль „Россия” – samochód pancerny Białych podczas wojny domowej w Rosji.
Samochód pancerny „Rossija” reprezentował typ Fiat-Iżorski. Był uzbrojony w 2 karabiny maszynowe. Jego załoga liczyła 5 ludzi. Wchodził w skład 5 Dywizji Liwieńskiej kpt. Klimenta I. Dydorowa Armii Północno-Zachodniej. Pancerka wspierała piechotę w walkach o Jamburg w II połowie lipca 1919 r., w sierpniu i wrześniu tego roku nad rzeką Ługą, w październiku w drugiej ofensywie na Piotrogród, w listopadzie po odwrocie Armii nad rzeką Pliussą, w poł. grudnia w rejonie Swiato-Uspieńskiego Piuchtickiego Monastyru. Podczas tych walk załoga „Rossiji” zasłużyła się w boju z bolszewickim samochodem pancernym „Groza Proletariata” (według części źródeł „Smiert Burżujam”), który został przejęty i włączony w skład 5 Dywizji pod nazwą „Groza”. Natomiast w czasie odwrotu spod Piotrogrodu, dzięki nagłemu atakowi „Rossiji” na pozycje bolszewickie, udało się Pułkowi Wołyńskiemu zająć wieś Łukowo, gdzie zdobyto duże ilości uzbrojenia i amunicji. Pod koniec grudnia 1919 r. „liwieńcy” przeszli na terytorium Estonii, gdzie zostali rozbrojeni i internowani. Estończycy na początku 1920 r. przejęli pancerkę, przemianowując ją na „Vambola”. Znajdowała się ona na stanie armii estońskiej aż do 1940 r.